# Grupo Godó
Il Grupo Godò è un'azienda catalana con sede in Barcellona, attivo nella pubblicazione di periodici, nell'editoria, nella televisione e radio.

## Storia
La sua origine è legata alla fondazione del giornale La Vanguardia, principale quotidiano della capitale catalana, avvenuta nel 1881, e nella nascita successiva de El Mundo Deportivo, nel 1906, due dei più antichi quotidiani spagnoli.
Fondato nel 1998 il gruppo è controllato dalla famiglia Godò, di Barcellona. Presente in Europa e in America.

## Stampa

### Giornali
- La Vanguardia
- Mundo Deportivo

### Riviste
- Magazine
- La Vanguardia Dossier,
- Què Fem?
- Salud y Vida
- Mujer Vital
- Conocer la Ciencia.
- H de Vanguardia
- Magazine FA

### Libri
- Libros de Vanguardia

## Audiovisivi
Catalunya Comunicació,  è la divisione che raggruppa le emittenti radiotelevisivi del Grupo Godó, formata da Radiocat XXI (radio). Ha tre canali regionali DTT trasmessi in Catalogna e due stazioni radio anche in tutta la Catalogna.

### Radio
- RAC 1
- RAC 105
- 18% di Prisa Radio

### Internet
- GrupoGodó
- lavanguardia.com
- mundodeportivo.com
- RAC1
- Magazine FA
- RAC105
- Magazine
- vanguardiadossier
- GurusBlog
- publipressmedia
- clasificados
- eltiempo24 Archiviato il 12 aprile 2017 in Internet Archive.

### Pubblicità
- PubliPress Media

### Servizi
- Svmma Servicios
- Marina Press Distribuciones, Distribución y Reparto